# Hydrangea lingii
Hydrangea lingii là một loài thực vật có hoa trong họ Tú cầu. Loài này được C. Ho mô tả khoa học đầu tiên năm 1951.